# Hilarion (évêque orthodoxe)
Le métropolite Hilarion, né Igor Alekseïevitch Kapral (en russe : Игорь Алексеевич Капрал) le 6 janvier 1948 à Spirit River dans l'Alberta au Canada et mort le 16 mai 2022 à New York, est le sixième primat de l'Église orthodoxe russe hors-frontières entre 2008 et 2022.

## Biographie

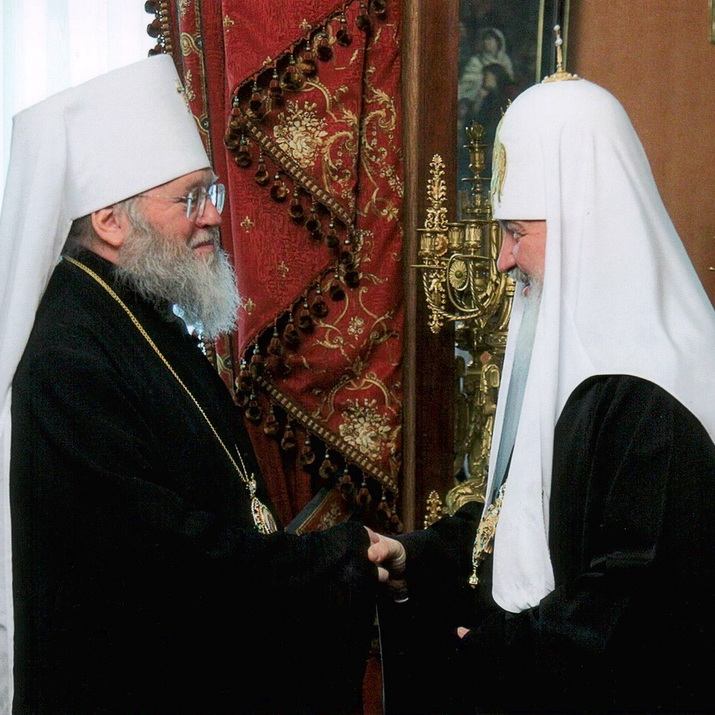
Le métropolite Hilarion (à gauche) et le Patriarche Cyrille de Moscou en 2010.

## Distinctions
Il a reçu la médaille australienne du centenaire, au nom des services rendus lorsqu'il était archevêque d'Australie et de Nouvelle-Zélande,.

## Source
- (ru) Cet article est partiellement ou en totalité issu de l’article de Wikipédia en russe intitulé « Иларион (Капрал) » (voir la liste des auteurs).